# 邬书林
邬书林（1954年2月—），男，江苏镇江人，中华人民共和国政治人物，曾任新闻出版总署副署长，国家新闻出版广电总局副局长，第十二届全国政协委员。2021年9月起担任中国出版协会第七届理事会理事长。